# Redressement fiscal
Un redressement fiscal est une opération dirigée par l’administration fiscale afin de rectifier la base d'imposition d'un contribuable. Elle vise à corriger toute insuffisance, inexactitude, omission ou dissimulation dans les éléments déclarés. Le cas échéant, une imposition supplémentaire assortie d’amendes ou de  pénalités pourra être effectuée.
Dans le jargon de l'administration fiscale, un redressement fiscal est appelé « proposition de rectification ».